# Vriesea crassa
Vriesea crassa är en gräsväxtart som beskrevs av Carl Christian Mez. Vriesea crassa ingår i släktet Vriesea och familjen Bromeliaceae. Inga underarter finns listade i Catalogue of Life.